# August Starek
August Starek, né le 16 février 1945 à Vienne, est un joueur de football international autrichien, qui évoluait au poste de milieu de terrain, avant de devenir ensuite entraîneur.

## Biographie

### Carrière de joueur

#### Carrière en club
August Starek joue en Autriche et en Allemagne.
Il dispute un total de 343 matchs en championnat, inscrivant 95 buts. Il réalise sa meilleure performance lors de la saison 1966-1967, où il marque 22 buts en première division autrichienne. Cette saison-là, il est l'auteur d'un quadruplé face au First Vienna FC, et inscrit également deux triplés, et trois doublés.
Au sein des compétitions européennes, il prend part à six matchs de Coupe de l'UEFA et huit en Coupe des coupes, marquant deux buts. Il est quart de finaliste de la Coupe des coupes en 1967 avec le Rapid Vienne.
Son palmarès est constitué de deux titres de champion d'Allemagne, un titre de champion d'Autriche, et deux Coupes nationales.

#### Carrière en sélection
August Starek reçoit 22 sélections en équipe d'Autriche entre 1968 et 1974, inscrivant quatre buts.
Il joue son premier match en équipe nationale le 1er mai 1968, en amical contre la Roumanie (score : 1-1 à Linz). Il inscrit son premier but le 6 novembre 1968, contre l'Écosse, lors des éliminatoires du mondial 1970 (défaite 2-1 à Glasgow).
Il marque son deuxième but le 30 mai 1971, contre l'Irlande, lors des éliminatoires de l'Euro 1972 (victoire 1-4 à Dublin). Il marque ensuite en 1973 deux buts lors des éliminatoires du mondial 1974, contre la Hongrie (2-2) et la Suède (défaite 3-2). Il joue son dernier match le 28 septembre 1974, contre la Hongrie, avec pour résultat une victoire 1-0 à Vienne.

### Carrière d'entraîneur
Après avoir raccroché les crampons, il entraîne de nombreux clubs en Autriche, mais également un club allemand, le VfB Leipzig.
Il est aussi sélectionneur assistant de l'équipe d'Autriche et entraîneur de la sélection espoirs.

## Palmarès

### Palmarès de joueur
| Simmeringer SC - Championnat d'Autriche D3 (1) : - Champion : 1964-65. |  | Rapid Vienne - Championnat d'Autriche (1) : - Champion : 1966-67. - Vice-champion : 1965-66 et 1976-77. - Meilleur buteur : 1966-67 (21 buts). - Championnat d'Autriche (1) : - Vainqueur : 1975-76. - Finaliste : 1965-66 et 1970-71. |  | FC Nuremberg - Championnat d'Allemagne (1) : - Champion : 1967-68. |

| Bayern Munich - Championnat d'Allemagne (1) : - Champion : 1968-69. - Vice-champion : 1969-70. - Coupe d'Allemagne (1) : - Vainqueur : 1968-69. |  | Wiener Sport-Club - Championnat d'Autriche : - Vice-champion : 1978-79. |

### Palmarès d'entraîneur
| Austria Vienne - Championnat d'Autriche : - Vice-champion : 1987-88. |  | Rapid Vienne - Coupe d'Autriche : - Finaliste : 1992-93. |  | Sturm Graz - Coupe d'Autriche (1) : - Vainqueur : 1996-97. - Supercoupe d'Autriche : - Finaliste : 1997. |